# Humanes
Cet article possède des paronymes, voir Humane et Humane (film).
Humanes (anciennement Humanes de Mohernando) est une commune d'Espagne de la province de Guadalajara dans la communauté autonome de Castille-La Manche.